# Liste der Bodendenkmäler in Burkardroth
Auf dieser Seite sind die Bodendenkmäler in dem unterfränkischen Markt Burkardroth zusammengestellt. Diese Tabelle ist eine Teilliste der Liste der Bodendenkmäler in Bayern. Grundlage ist die Bayerische Denkmalliste, die auf Basis des Bayerischen Denkmalschutzgesetzes vom 1. Oktober 1973 erstmals erstellt wurde und seither durch das Bayerische Landesamt für Denkmalpflege geführt wird. Die folgenden Angaben ersetzen nicht die rechtsverbindliche Auskunft der Denkmalschutzbehörde.

## Bodendenkmäler in Burkardroth
| Lage       | Objekt | Akten-Nr.     | Bild |
| ---------- | --- | ------------- | ---- |
| (Standort) | Siedlung vorgeschichtlicher Zeitstellung. | D-6-5625-0006 |      |
| (Standort) | Freilandstation des Mesolithikums. | D-6-5625-0007 |      |
| (Standort) | Vermutlich Feldbefestigungen des Mittelalters und der Neuzeit.                                                                                          | D-6-5625-0009 |      |
| (Standort) | Freilandstation des Mesolithikums. | D-6-5625-0031 |      |
| (Standort) | Untertägige Teile der frühneuzeitlichen Kath. Pfarrkirche St. Lorenz in Premich                                                                         | D-6-5626-0003 |      |
| (Standort) | Untertägige Teile der frühneuzeitlichen Kath. Pfarrkirche St. Petrus in Burkardroth,                                                                    | D-6-5725-0001 |      |
| (Standort) | Glashütte des Mittelalters und der frühen Neuzeit; zugehörig wohl Deponie mit Glasfragmenten und Glasschlacken, 250 Meter westlich des Hüttenstandorts. | D-6-5725-0009 |      |
| (Standort) | Landwehr des späten Mittelalters und der frühen Neuzeit.                                                                                                | D-6-5725-0014 |      |
| (Standort) | Untertägige Teile der im Kern frühneuzeitlichen Kath. Pfarrkirche St. Sebastian                                                                         | D-6-5725-0022 |      |
| (Standort) | Untertägige Teile der im Kern frühneuzeitlichen Kath. Pfarrkirche Mariä Himmelfahrt                                                                     | D-6-5725-0024 |      |
| (Standort) | Glashütte des späten Mittelalters und der frühen Neuzeit.                                                                                               | D-6-5725-0050 |      |
| (Standort) | Glashütte der frühen Neuzeit. | D-6-5725-0051 |      |
| (Standort) | Glashütte der frühen Neuzeit. | D-6-5725-0052 |      |
| (Standort) | Freilandstation des Mesolithikums, Siedlung vorgeschichtlicher Zeitstellung sowie                                                                       | D-6-5725-0053 |      |
| (Standort) | Freilandstation des Mesolithikums sowie Glashütte des späten Mittelalters und der frühen                                                                | D-6-5725-0054 |      |
| (Standort) | Mittelalterlicher Burgstall „castrum Burchhardrode“. | D-6-5726-0009 |      |
| (Standort) | Fundamente mittelalterlicher und frühneuzeitlicher Vorgängerbauten der Kath. Pfarrkirche                                                                | D-6-5726-0010 |      |
| (Standort) | Bestattungsplatz mit Grabhügeln vorgeschichtlicher Zeitstellung.                                                                                        | D-6-5726-0011 |      |
| (Standort) | Bestattungsplatz mit weitgehend verebneten Grabhügel vorgeschichtlicher Zeitstellung.                                                                   | D-6-5726-0057 |      |
| (Standort) | Untertägige Teile und Fundamente der ehemaligen Zisterzienserinnen-Klosterkirche                                                                        | D-6-5726-0088 |      |
| (Standort) | Mittelalterliche und frühneuzeitliche Klosterwüstung Frauenroth.                                                                                        | D-6-5726-0089 |      |